# Brutto Tempo
Brutto Tempo – album holenderskiego pianisty jazzowego Jaspera van ’t Hofa, amerykańskiego saksofonisty Charlie Mariano i towarzyszącego im basisty Steve’a Swallowa nagrany w listopadzie 2000 w Edge Tip Studio w Arnhem; wydany 5 marca 2002.

## O albumie
Krytycy oceniający płytę tworzyli długie listy wymieniając style i rodzaje muzyki, które zostały wymieszane w kompozycjach trójki jazzmanów, którzy nagrali ten krążek. Na listach znalazła się muzyka romantyczna, art rock, brazylijska samba, new age, blues, włoska tarantela i hinduska muzyka etniczna.
Jasper van ’t Hof był jednym z pierwszych w Europie muzyków grających fusion, w podobnym łączeniu miał więc sporo doświadczenia, a Charlie Mariano współpracował z van ’t Hofem od początku lat 70. (w zespole Pork Pie).

## Lista utworów
1. Brutto Tempo   (Jasper van ’t Hof) – 5:25
2. Away  (Steve Swallow) – 4:21
3. Lied Der Mignon  (Czajkowski-arr. Charlie Mariano) – 4:17
4. Dry Four (Jasper van ’t Hof) – 4:21
5. Dhatuvardhini  (Charlie Mariano) – 7:40
6. Close Near (Jasper van ’t Hof) – 5:42
7. Ladies In Mercedes (Steve Swallow) – 8:49
8. Carnation (Steve Swallow) – 5:04
9. Ghost Guests (Jasper van ’t Hof) – 5:0
10. Not Quite A Ballad (Charlie Mariano) – 4:24

## Twórcy
- Jasper van ’t Hof – fortepian, keyboard, produkcja muzyczna
- Charlie Mariano – saksofon
- Steve Swallow – gitara basowa
- Andreas Kretschmeier – inżynier dźwięku
- M4 Media, Munster – projekt wkładki